# Lentille verte du Berry
Pour les articles homonymes, voir Lentille verte.
La lentille verte du Berry est une appellation française qui désigne une production traditionnelle de lentilles. Elles se situe dans les départements de l'Indre et du Cher, en région Centre-Val de Loire.
La zone de production se situe dans l'ancienne province du Berry.

## Histoire
La culture des lentilles vertes du Berry a débuté dès 1945 quand Jules Gaudinat, propriétaire du domaine de Chenevières, a semé un sac de 25 kg de semences de Lentilles vertes du Puy sur une parcelle de 200 m². En 1950 ils étaient une trentaine d'agriculteurs autour du village d'Avail et cette culture est en forte expansion depuis 40 ans. Elle a une notoriété régionale certaine qui ne cesse de se développer depuis 1965. Les lentilles sont inscrites dans le patrimoine gastronomique du Berry et un conservatoire de la lentille a été créé à Châteauroux (Indre).
Bien adaptée aux terres superficielles et au climat tempéré, cette culture a été à son apogée dans les années 80. Avec près de 7500 hectares de lentilles cultivées, le Berry représentait alors 70 % de la production française.
L'organisme de défense et de gestion de cette appellation est l'« association des lentilles vertes du Berry » dont le siège est situé à Saint-Georges-sur-Arnon (Indre), à quelques centaines de mètres des terres de Chenevières. L'organisme de certification et de contrôle est la société générale de surveillance (SGS).
Tous les producteurs sont réunis en 1994 dans une société, « Compagnie interprofessionnelle du Berry pour la lentille (CIBÈLE) ».
Les lentilles vertes du Berry bénéficient du label rouge depuis 1996 et de l'indication géographique protégée depuis 1998,.

## Terroir d'élaboration
Les terres agricoles argilo-calcaires constituées de « rendzines » du plateau jurassique supérieur de la Champagne berrichonne sont saines, faciles à travailler. Les conditions sèches en mars permettent une excellente implantation des lentilles, les pluies d’avril et mai favorisent le développement végétatif des graines et les conditions sèches de juin sont peu favorables au développement des maladies.

### Communes
49 communes dont 44 dans l'Indre et 5 dans le Cher font partie de l'aire géographique et de la zone de production des lentilles.

### Label rouge et IGP
La lentille verte du Berry bénéficie depuis mars 1996 du label rouge français « lentille verte » et, depuis le 23 juillet 1998, du label européen IGP « Lentilles vertes du Berry ».

## Les lentilles
Les lentilles vertes du Berry sont des graines sèches entières issues de la plante légumineuse Lens culinaris. Les graines mesurent de 3,5 mm à 5 mm de diamètre et de 2 mm à 2,5 mm d’épaisseur. Elles sont de couleur vert sombre plus ou moins marbré de bleu. Le taux de brisures et d’impuretés après tri doit être inférieurs à 0,1 % .
Elles sont issues de semences « Anicia » certifiées. On trouve de 200 à 250 plants par mètre carré, enterrés entre 2 cm à 3 cm de profondeur. La récolte se fait à 17 % au maximum d’humidité.
Repères méthodologiques :
- semis au mois de mars ;
- floraison en mai-juin avec de toutes petites fleurs blanches, irisées de violet ;
- gousses fin juin (1 à 2 lentilles par gousse) ;
- récolte par moissonneuse batteuse à la mi-juillet ;
- triage pendant l’été ;
- mi-septembre a lieu la mise sur le marché de la nouvelle récolte (obligations liée au Label Rouge et à l'IGP).

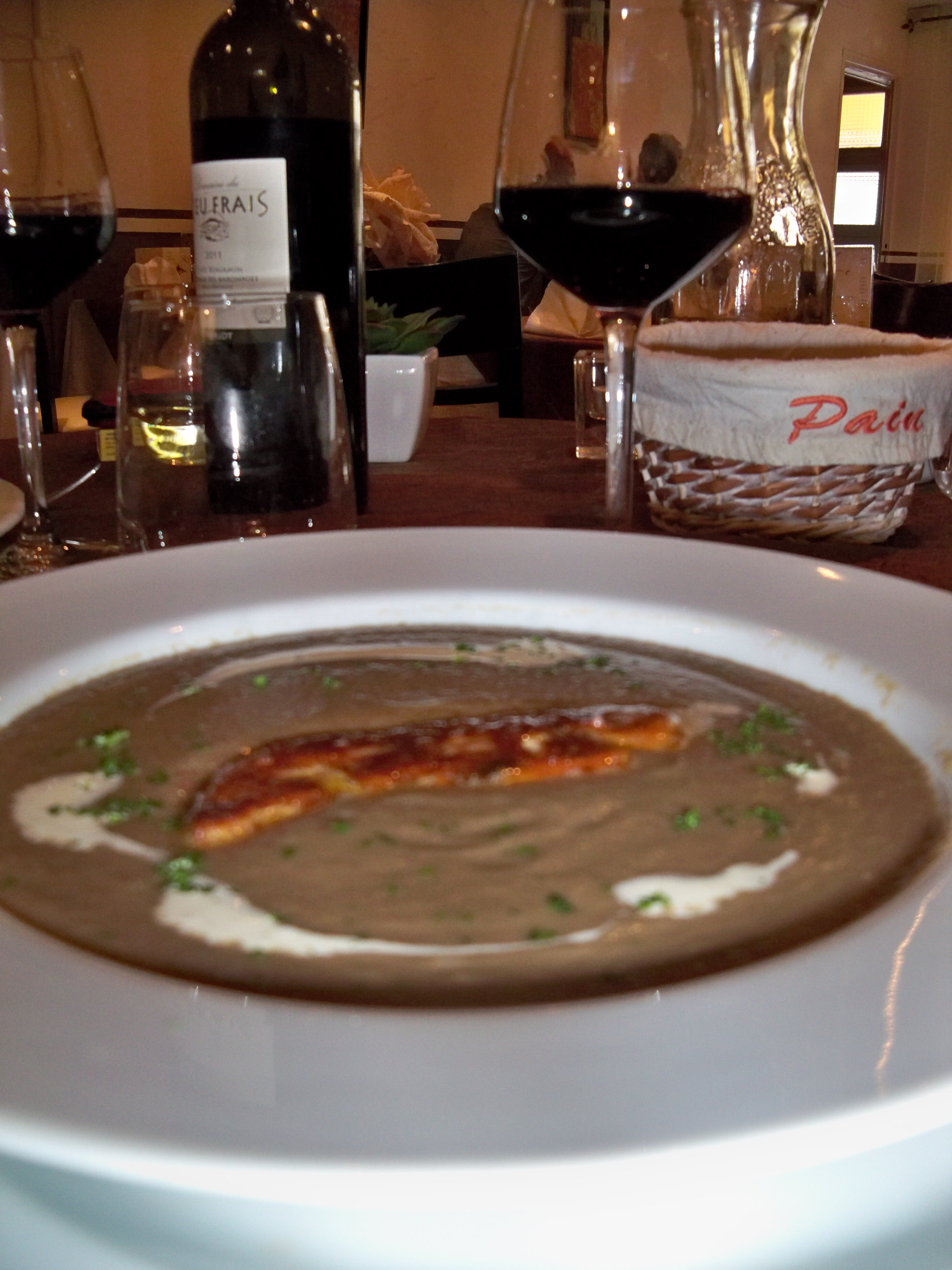
Soupe de lentilles.
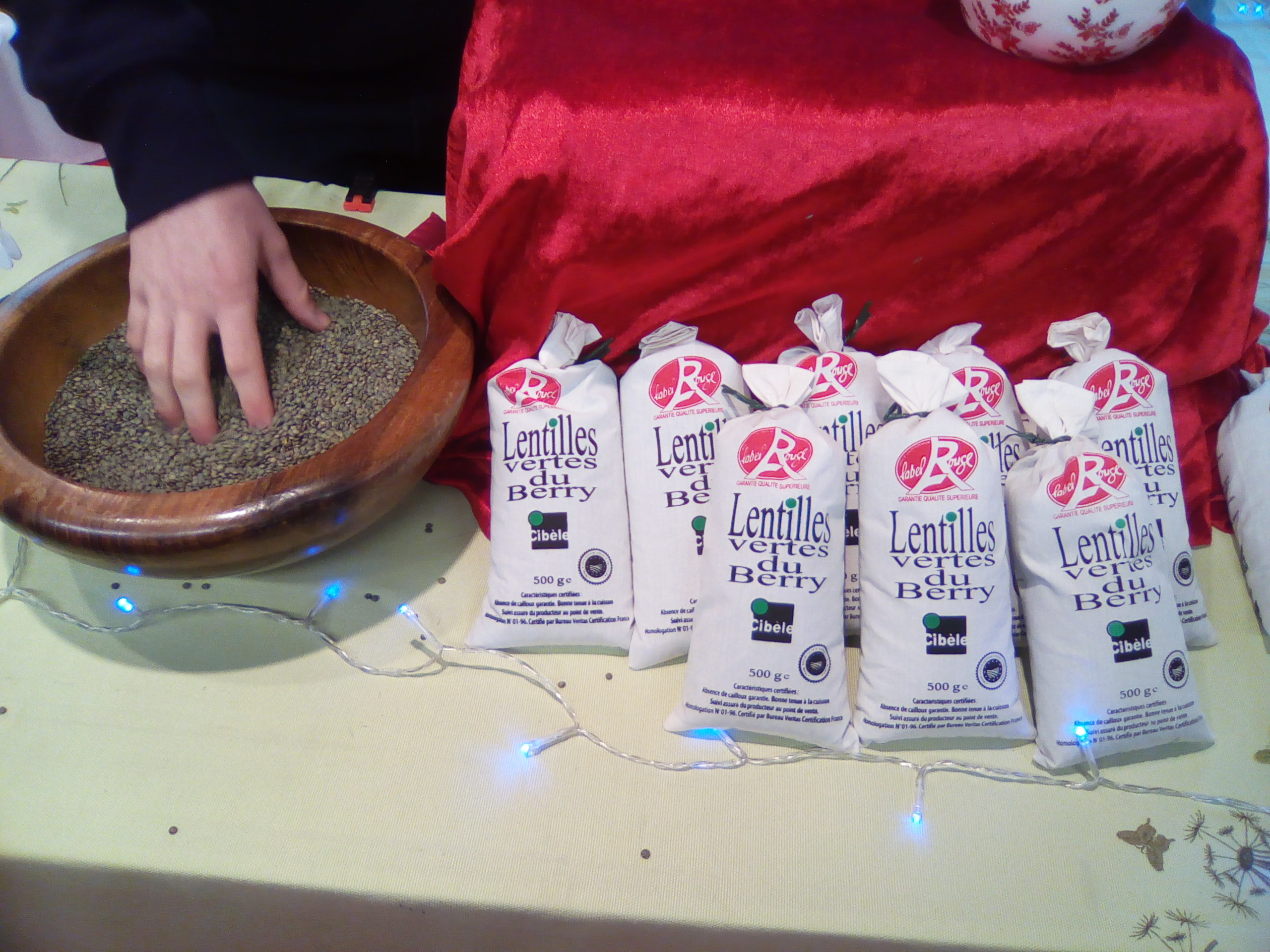
Stand d'un producteur sur un salon alimentaire.

## Chiffres de production
En 2017, 45 producteurs du Berry exploitent 780 hectares (710 ha en 2016) pour la fabrication de la lentille. La production régionale représentant 70 % de la production française de lentilles.
En 2018, 52 producteurs du Berry exploitent 850 hectares pour la fabrication de la lentille.

## Folklore autour de la lentille
Chaque année, la « Fête de la lentille verte du Berry » se tient à Vatan (Indre), le deuxième week-end de septembre. Cette fête compte diverses manifestations autour des lentilles vertes, dont l'élection d'une « Miss lentilles ».
La « confrérie des fins mangeux de lentilles vertes du Berry » fondée en 1995 participe également à la promotion de ce légume sec.